# Phrixocomes ptilomacra
Phrixocomes ptilomacra är en fjärilsart som beskrevs av Oswald Beltram Lower 1892. Phrixocomes ptilomacra ingår i släktet Phrixocomes och familjen mätare. Inga underarter finns listade i Catalogue of Life.